# Mathematics Genealogy Project
Mathematics Genealogy Project er en webbaseret database, som har til mål at samle information om alle matematiske doktorgradsafhandlinger sammen med navn på doktoranden og vejlederen. På denne måde får man en akademisk stamtavle, som genspejler forholdet mellem matematikere. I august 2008 havde projektet mere end 125 000 opslag.
Projektet blev grundlagt som følge af at Harry Coonce ønskede at kende navnet på sin vejleders vejleder. På det tidspunkt var Coonce professor i matematik ved Minnesota State University, Mankato. Projektet blev gjort tilgængeligt på internettet i efteråret 1997. I efteråret 2002, et par år efter Coonce blev pensioneret, bestemte Minnesota State University, at de ikke længere ville støtte projektet økonomisk, og det blev overflyttet til North Dakota State University. Siden 2003 har projektet også fået en vis støtte af American Mathematical Society, og i 2005 fik det et stipendium fra Clay Mathematics Institute.
Projektet viser blandt andet, at Carl Friedrich Gauss (1777–1855) har mere end 40 000 matematiske efterkommere. Omvendt finder man ud af, at i lighed med i dyreriget, kan de fleste af dagens matematikere føre sine aner tilbage til et lille antal stamfædre.